# کارین شوبرت
کارین شوبرت (آلمانی: Karin Schubert؛ زاده ۲۶ نوامبر ۱۹۴۴) یک بازیگر اهل آلمان است.
از فیلم‌هایی که وی در آن نقش داشته‌است، می‌توان به کشتار، املت ایتالیایی، قصه‌های ممنوعه… دربارهٔ برهنگی، طاووس سیاه، تا زمانی که ازدواج یکی‌مان کند، ریش آبی، موشک سری، امانوئل سیاه، امانوئل – خشونت علیه زنان چرا؟، اوبالدا، سر تا پا عریان و داغ، سرتاسر طنز، خانم پرستار در تیمارستان نظامی، خانم دکتر زیر لحاف و کشیش متأهل اشاره کرد.